# رود بیسوگ
رود بیسوگ (انگلیسی: Beysug) یک رودخانه در سرزمین کراسنودار کشور روسیه است.